# Gouden sprinkhaan
De gouden sprinkhaan (Chrysochraon dispar) is een insect uit de familie van de veldsprinkhanen (Acrididae).

## Beschrijving
De gouden sprinkhaan kent een sterke seksuele dimorfie waarbij het mannetje niet alleen aanmerkelijk kleiner blijft, maar tevens een andere lichaamsbouw heeft. Mannetjes bereiken een lengte van 15 tot 19 millimeter; de vrouwtjes zijn 22 tot 28 mm lang. Mannetjes zijn aanmerkelijk slanker in vergelijking met de vrij plomp gebouwde vrouwtjes. Vrouwtjes hebben kleine, driehoekige vleugels die ongeveer zo lang zijn als het halsschild. Mannetjes hebben langere vleugels die tot ongeveer driekwart van het achterlijf reiken maar er zijn ook langgevleugelde exemplaren waarbij de vleugels tot achter de achterlijfspunt steken.
De kleur van de vrouwtjes is bruin, groen of geel en kan soms ook rood of zelfs paars zijn. Het lichaam van de vrouwtjes heeft soms een kenmerkende goudglans waaraan de Nederlandse naam te danken is. Het lichaam van de gouden sprinkhaan is over het algemeen gladder en gestroomlijnder dan veel andere veldsprinkhanen.

## Algemeen
De gouden sprinkhaan leeft in dichtbegroeide vochtige struikachtige vegetatie, liefst met veel grassen en droge schrale gebieden worden gemeden. Vooral bosranden, moerassen, veengebieden en wegbermen zijn een goed habitat en in Nederland en België is de soort niet overal algemeen, maar is zeker niet bedreigd. De eitjes worden tegen het einde van de zomer gelegd in de bodem of in stengels van planten in een schuim-achtig goedje dat echter snel opdroogt en steviger wordt. De nimfen lijken al op de ouderdieren als ze in de eerstvolgende lente uitkomen.
De volwassen sprinkhaan is van juni tot augustus te zien. De mannetjes zingen vooral tussen negen uur in de ochtend en zeven uur 's avonds.

## Afbeeldingen

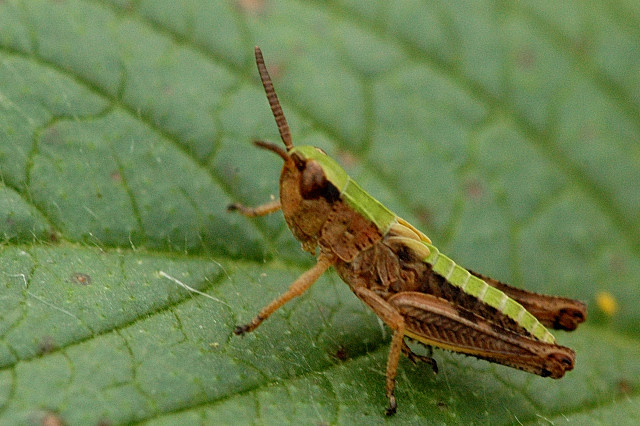
Nimf.
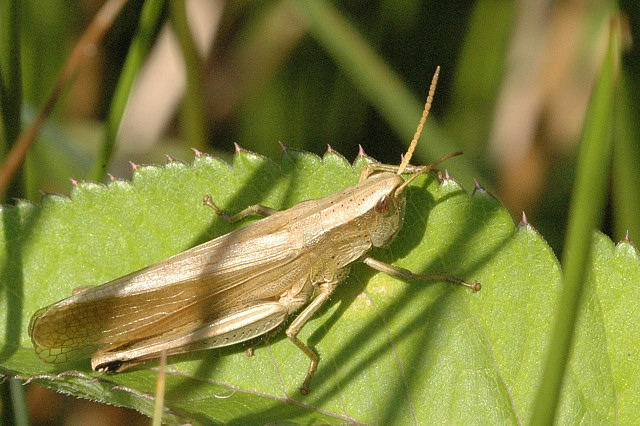
Vrouwtje.
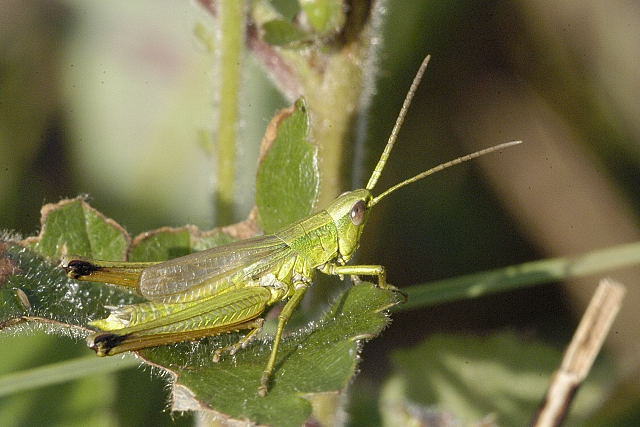
Mannetje.
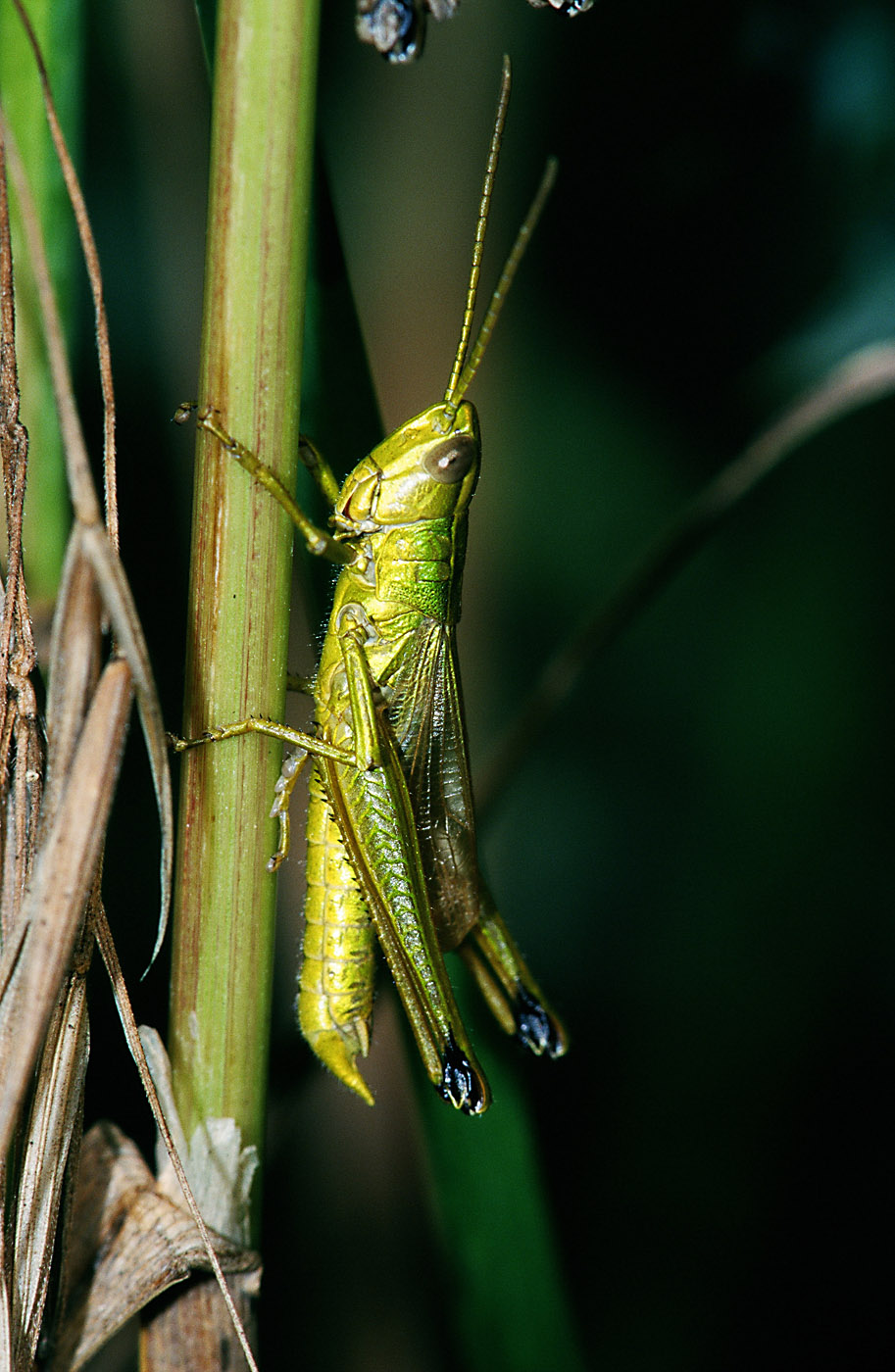
Mannetje.